# Walpert
Walpert († um 899), auch Valpert oder Valperto, war etwa von 875 bis zu seinem Tod Patriarch von Aquileia.

## Leben

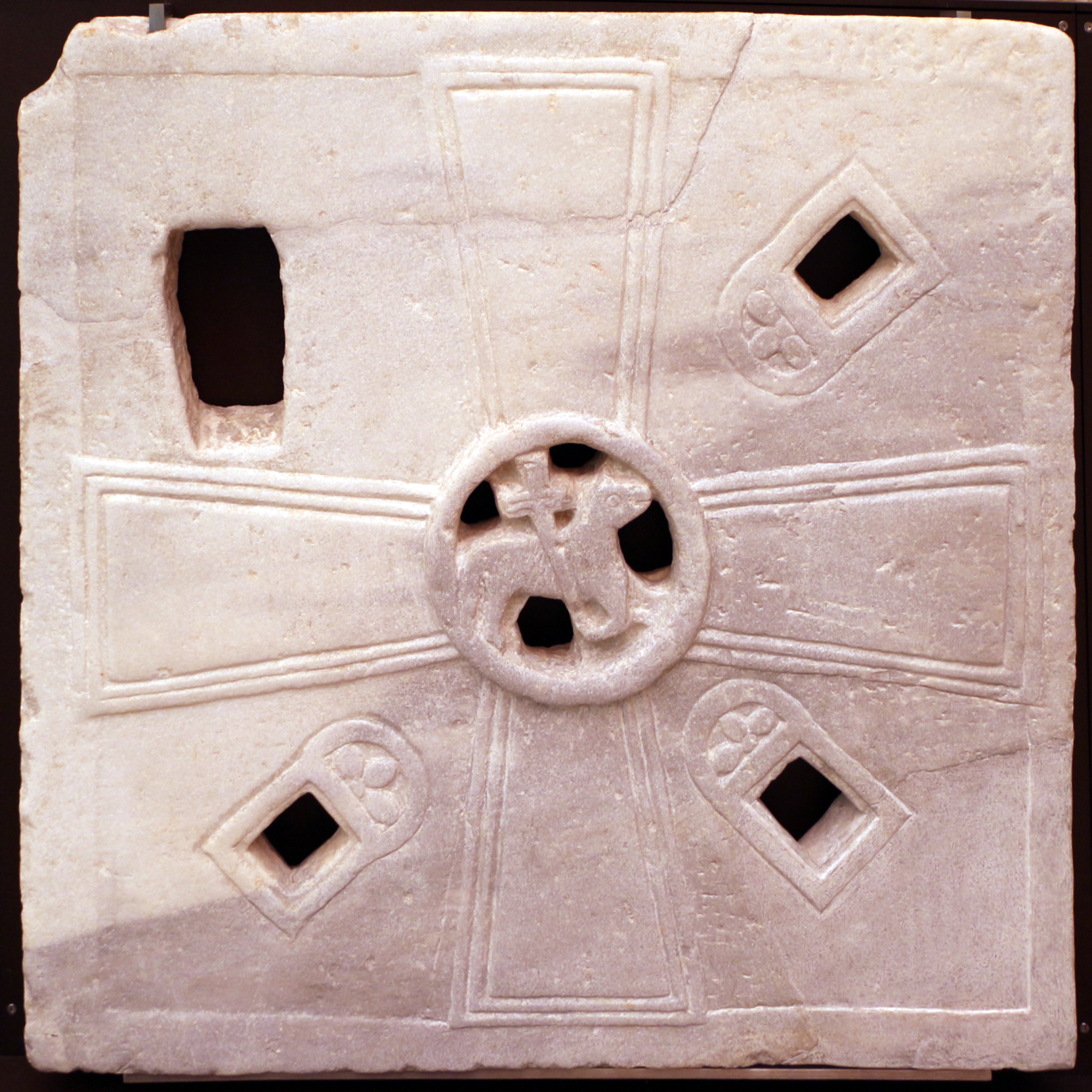
Fragment des 9. Jahrhunderts aus dem Baptisterium der Patriarchenbasilika in Aquileia

Als Patriarch von Aquileia erbte Walpert den Streit mit den Patriarchen von Grado. Seine Vorgänger hatten die Unterstellung Grados unter Aquileia gefordert, einschließlich sämtlicher Suffraganbistümer. Dies war dem Patriarchen Maxentius im Jahr 827 auf der Synode von Mantua sogar für einige Zeit gelungen, wenn auch nicht auf Dauer.
Die Auseinandersetzungen mit Berengar I., dem Herzog von Friaul, der nach der Königskrone strebte, fanden gleichfalls in unmittelbarer Nachbarschaft statt, wobei das Patriarchat und der Herzog um die Führungsrolle im Friaul stritten. Berengar hatte zudem kurz nach seiner Rückkehr nach Italien (zwischen 870 und 875), Bertilla geheiratet, eine Tochter Suppos II. und der Berta, die wiederum eine Tochter Vifredos I. war, des Grafen von Piacenza in den Jahren 843 bis 870. Damit geriet Berengar in den Konflikt zwischen den Supponiden und den Widonen um Spoleto, die gleichermaßen nach höchstem Einfluss auf Reichsebene kämpften.
Doch zunächst waren es äußere Kräfte, die diesem Streit einen weit größeren Rahmen gaben, der über Nordostitalien hinauswies. Sarazenen, die sich in Süditalien festgesetzt hatten, bereiteten 872 der venezianischen Flotte bei Salvore vor Istrien eine Niederlage. Angriffe der Sarazenen in der oberen Adria wurden durch Kämpfe gegen das Emirat von Tarent im Süden Italiens ausgelöst – nun drangen Sarazenen von Kreta her bis nach Grado vor. Im langen Streit zwischen den Patriarchen von Aquileia und von Grado bot diese Situation Walpert Gelegenheit, den Konkurrenten zu schwächen.
Doch nun kam eine weitere Auseinandersetzung mit einer externen Macht hinzu. Der Streit nämlich veranlasste nun den Dogen von Venedig, Ursus Particiacus, zu intervenieren. Diesem war die dauerhafte Einrichtung von Bistümern im Gebiet der eigenen Herrschaft, nämlich der sechs Bistümer Caorle, Heracleia, Equilium, Malamocco (eigentlich Metamaucum), Olivolo und Torcello im Rahmen des Patriarchats Grado gelungen. Auf diese sechs Bistümer hatte der Patriarch von Grado demzufolge kirchenrechtlich Zugriff, was ihm der Doge jedoch bestritt. Infolgedessen wurde Petrus I. von Grado, der sich weigerte, diese Rechteaneignung zu akzeptieren, trotz päpstlichen Beistands, zur Flucht gezwungen. Schließlich setzte Ursus nicht nur seine Bischöfe durch, sondern sogar die Anerkennung der von ihm in Abwesenheit eingesetzten Bischöfe, obwohl er mit der Exkommunikation bedroht worden war.

Das Frankenreich um 880

Die Heftigkeit der Kämpfe hing damit zusammen, dass das Patriarchat Grado, dessen Grenzen in Italien mit denen der dortigen Großreiche zusammenfielen, immer wieder zum Einfallstor für auswärtige Interessen in das venezianische Gebiet zu werden drohte. Dies wiederum hing damit zusammen, dass Grado seine Selbstständigkeit gegen die Ansprüche Walperts als Patriarch von Aquileia verteidigen musste, der Grado in ein Obödienzverhältnis zu zwingen versuchte. Damit aber hätten die venezianischen Bistümer einen der karolingischen Großen als geistlichen Oberherrn erhalten – eine Eingriffsmöglichkeit, die man in Venedig immer zu verhindern suchte.
Doch nicht nur gegen Venedigs weltlichen Herrscher, sondern auch an anderer Stelle nutzte der Papst das Machtmittel der Exkommunikation, traf dabei auch Kleriker. So schickte Papst Johannes VIII. Anfang April 878, nach anderen Angaben 877, ein Schreiben an Walpert, das auch an Johannes, den Erzbischof von Ravenna, und an Ansperto Confalonieri, den Erzbischof von Mailand, gerichtet war. Das Schreiben betraf die Exkommunikation Adalardos, des Bischofs von Verona (875/876–905/911), von der der Papst den Bischöfen Mitteilung machte. Im Jahr 879 verlangte der Papst von Walpert bei Androhung der Amtsenthebung, nach Rom zu kommen, um das Pallium zu erhalten, doch wartete dieser damit mehr als zwei Jahre, bis Karl der Dicke nach Rom zog. 
Doch nicht nur geistliche Mittel kamen in der Zeit dazwischen zum Einsatz. Im Verlauf des Streites zwischen den Patriarchaten griff nämlich Walpert mit Waffengewalt den Hauptsitz seines Gegners an, die Lagunenstadt Grado. Doch dem venezianischen Dogen Ursus gelang es, die Zwistigkeiten durch einen Vertrag zu lösen. Im Januar 880 kam es mit Walpert zu einer vertraglichen Regelung, der symbolischen Form nach einer promissio, der schriftlichen Fixierung nach einer cartula, nach der die venezianischen Händler im Hafen von Pilo von Abgaben ausgenommen werden sollten. Auch sagte Walpert ein Ende der Feindseligkeiten gegen Grado zu, darüber hinaus den Verzicht auf alle Ansprüche auf die abhängigen Kirchen und ihre Besitztümer.

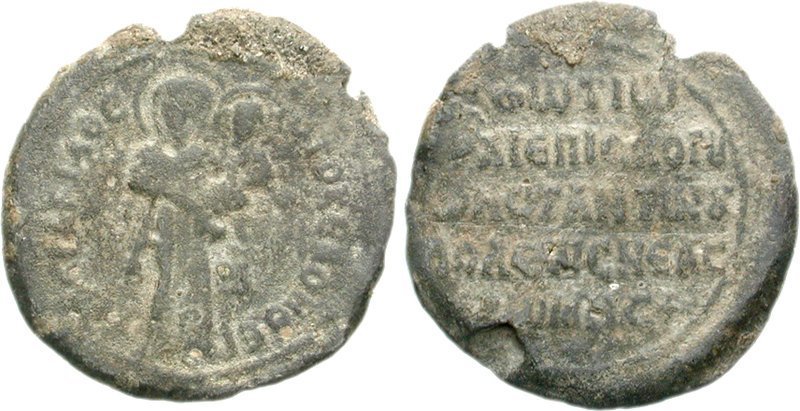
Byzantinische Münze des späten 9. Jahrhunderts, die auf dem Revers (rechts) Photios als Erzbischof von Konstantinopel, dem neuen Rom, nennt: „ΦΩΤΙΩC ΑΡΧΙΕΠΙCKOΠΟC ΚΩΝCTANTINOYΠΟΛΕΩC NEAC ΡΩΜΗC DOCBS“

Das Verhältnis zwischen Walpert und dem Bischof von Rom verschlechterte sich im 882 weiter. In diesem Jahr unterstützte Walpert gegen den Papst die Thesen des Patriarchen von Konstantinopel. Photios I., der den römischen Primat ablehnte, lehnte auf theologischer Ebene den Ausgang des Heiligen Geistes nicht nur vom Vater, sondern auch vom Sohn ab („filioque“) (vgl. Photios-Schisma). Allerdings geht aus dem Brief aus Konstantinopel nicht, wie lange angenommen, mit hinreichender Sicherheit hervor, ob dieser tatsächlich an Walpert gerichtet war, oder vielleicht an seinen Widersacher, einen der Patriarchen von Grado – vielleicht Petrus I. oder Victor II.

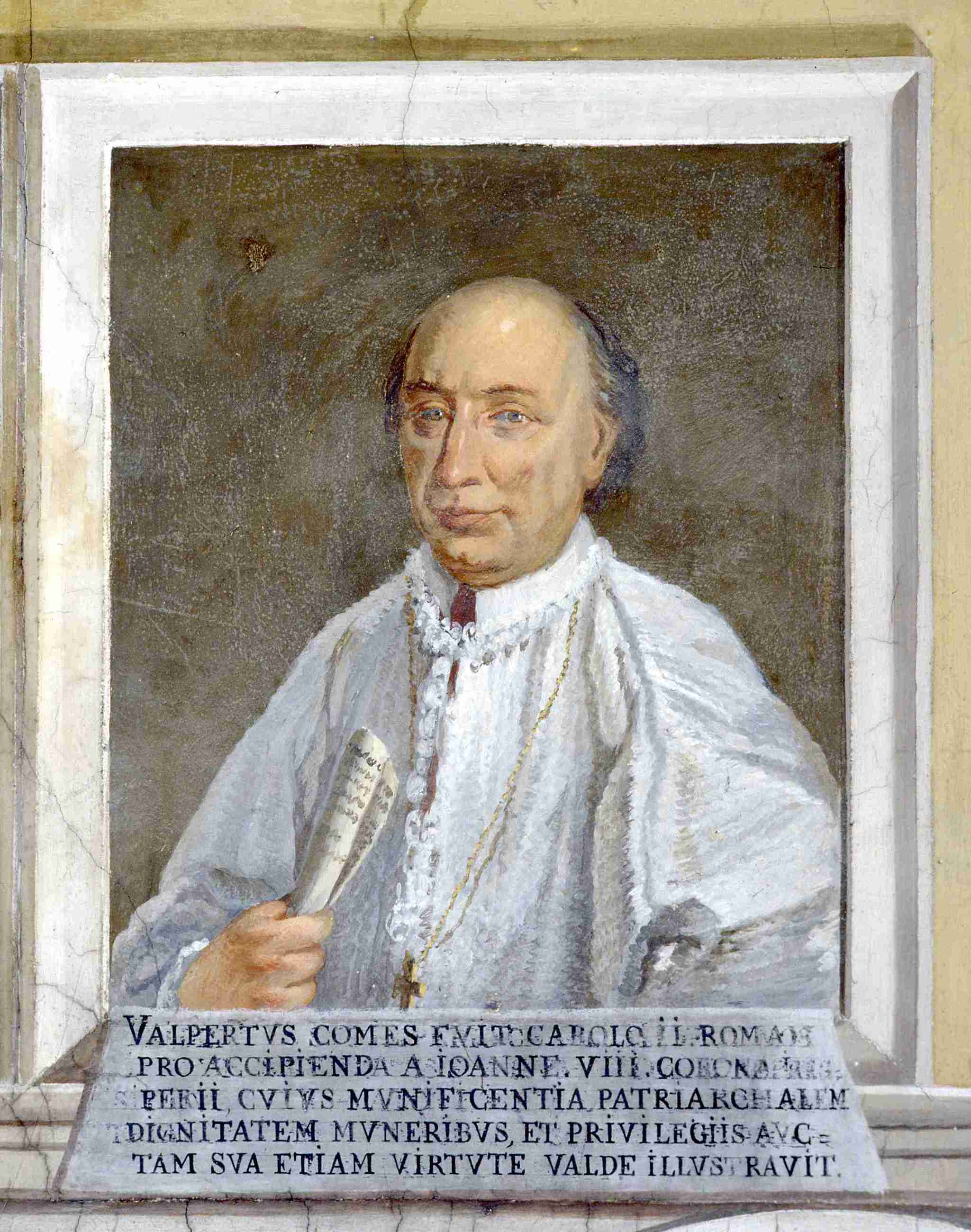
Idealporträt des „Valpertus comes“ im Thronsaal des Diözesanmuseums und der Tiepolo-Galerie in Udine

881 hatte Walpert Karl den Dicken zu seiner Kaiserkrönung nach Rom begleitet. Nach der Absetzung Karls im Jahr 887 kam es zu heftigen Machtkämpfen, in deren Zug Berengar 888 durch den Bischof von Mailand Anselm II. (882–896) in Pavia zum König der Langobarden gekrönt wurde. Als jedoch der ostfränkische König Arnolf von Kärnten mit einem Heer anrückte, huldigte ihm Berengar in Trient als König von Italien. Während auch die drei anderen Kandidaten für die Königswürde Arnolf huldigten und damit Verzicht leisteten, der wiederum keinen Anlass sah, Italien zu besetzen, entzog sich nur Wido von Spoleto, der Berengar in einer Schlacht an der Trebbia besiegte. Wido wurde schließlich 891 zum Kaiser gekrönt.
Walpert erkannte die Grenzen seines Patriarchats zwar gegenüber Venedig im Jahr 880 an, doch griff er weit im Osten seines Gebietes, in Dalmatien, in die dortigen kirchlichen Verhältnisse ein. So wurde Theodosius von Nona von ihm in Aquileia zum Erzbischof von Spalato (Split) geweiht. Der Papst tadelte die beiden Kleriker für diese Überschreitung ihrer Kompetenzen, sagte Theodosius aber zu, ihm das Pallium zu überantworten, sobald er in Rom gewesen sei.
Im Gegensatz zu den Städten rund um die Lagune von Venedig blieb Grado von den weite Teile Europas erfassenden Angriffen der Ungarn, die um 899 auch in Italien standen, verschont. Ob Walpert zu dieser Zeit noch lebte, ist unklar.

### Ältere Werke
- Allgemeine Encyklopädie der Wissenschaften und Künste, Teil 78, Brockhaus, Leipzig 1864, S. 461–465.
- Josef Ferdinand Damberger: Synchronistische Geschichte der Kirche und der Welt im Mittelalter. Kritisch aus den Quellen bearbeitet. Kritikheft zum dritten Band. Regensburg 1854, S. 324 f. (darin bereits die Abwägung, ob sich der Photiosbrief nicht an den Patriarchen von Grado und nicht an denjenigen von Aquileia gewandt habe).
- Johann Friderich Le Bret: Fortsetzung der Algemeinen Welthistorie durch eine Gesellschaft von Gelehrten in Teutschland und Engeland ausgefertiget, Teil 40. Johann Jacob Gebauer, Halle 1778, § 382, S. 390 (Digitalisat).
- Bernardo Maria De Rubeis: Monumenta Ecclesiae Aquileiensis. Argentinae 1740, Sp. 441–443 (Digitalisat, dort weitere Fundstellen).
- Giovanni Francesco Palladio de gli Olivi: Historie della prouincia del Friuli. Nicolò Schiratti, Udine 1660, S. 120–122.